# Vlag van Pilsen
Pilsen is een van de veertien bestuurlijke regio's in Tsjechië. De vlag van Pilsen is, net als alle andere Tsjechische regionale vlaggen, uitgezonderd de vlag van Praag, in vier kwartieren ingedeeld. De vlag is sinds 31 januari 2002 in gebruik.  De ratio van de vlag is 2:3.
Het eerste kwartier toont de leeuw van Bohemen, die ook op het wapen van Tsjechië staat. Het is een zilveren leeuw met een dubbele staart op een rood veld. In het tweede kwartier staat een goudkleurige kameel met een rode tong op een groene achtergrond. Het derde kwartier bestaat uit twee horizontale strepen in de kleuren wit en geel op een groene achtergrond. De strepen verwijzen naar de belangrijkste rivieren van de regio: de Berounka en de Otava. In het vierde kwart staat een romaanse kerk, die verwijst naar de kerk van het stadje Starý Plzenec.
|  |  |